# راي ستيفنز
راي ستيفنز (بالإنجليزية: Ray Stevens)‏ هو سياسي أسترالي، ولد في 1 فبراير 1953 في تاونسفيل في أستراليا. حزبياً، نشط في الحزب الوطني الليبرالي في كوينزلاند. في 2006 Queensland state election ‏، انتخب عضو المجلس التشريعي ولاية كوينزلاند عن دائرة Electoral district of Robina ‏ (9 سبتمبر 2006 – 21 مارس 2009).